# Chiesa di Santa Teresa (Trani)
La chiesa di Santa Teresa, costruita nel XVII secolo dai Teresiani costituisce un interessante esempio di architettura barocca a Trani.

## Storia
La chiesa sorge dove nel medioevo erano ubicate altre due chiese: l'antica chiesa di San Leo o San Leone, risalente probabilmente al XII secolo di cui non rimangono tracce se non in qualche documento del 1171 e in qualche riferimento toponomastico, e la chiesa di San Marco, costruita nel XV secolo sulla preesistente in onore del patrono di Venezia, i cui abitanti formavano una nutrita colonia in città: Trani è stata sede di un consolato della Serenissima fino al XVI secolo. La chiesa di San Marco diede il nome anche ad uno dei quattro Seggi nobiliari della città, come ricordato nella toponomastica della piazza antistante la chiesa.
Nel 1642 la chiesa passa ai Teresiani, che avevano nello stesso periodo richiesto di stabilire il loro monastero presso Palazzo Caccetta. Nel XVIII secolo l'antica chiesa dei veneziani è ormai in condizioni fatiscenti: venne quindi deciso il suo abbattimento per la costruzione di una nuova chiesa "più grande e capace". La chiesa di San Marco venne parzialmente inglobata nella nuova costruzione: quella che doveva essere la navata principale costituisce oggi la sagrestia dell'attuale costruzione.
La nuova costruzione ebbe l'assenso dell'arcivescovo Davanzati ma la forte opposizione di alcune famiglie nobili come i Sifola e i Filangeri, che mal tolleravano la costruzione di un nuovo edificio che avrebbe privato i loro palazzi della vista sulla rada del porto.
La posa della prima pietra della chiesa di Santa Teresa avvenne il 13 ottobre del 1754. Anche a causa di un ricorso all'autorità regia da parte delle suddette famiglie, la costruzione venne completata nel 1764.
Con la soppressione del monastero dei Teresiani all'inizio del XIX secolo, la chiesa di Santa Teresa venne assegnata il 10 febbraio 1808 all'Arciconfraternita della Beata Vergine Addolorata che tutt'oggi la custodisce.

## Descrizione
L'effetto prospettico tipico degli edifici di tale arte, è ottenuto con chiaroscuri fortemente accentuati e con la ricca e varia ornamentazione che conferiscono a tutta la facciata movimento e colorito. L'interno si presenta a pianta ottagonale coperto da cupola, mentre l'esterno appare quadrangolare e compatto, fondendosi perfettamente con il vicino Palazzo Caccetta lungo il lato che dà sul porto.
L'edificio presenta una facciata realizzata su un singolo ordine, divisa da un cornicione fortemente aggettante, di cui quello inferiore aperto su due livelli da tre archi. La parte superiore è presente una nicchia centrale, con triplice cornice a lesene fiancheggiata da paraste, che ospita la statua di Santa Teresa, opera dello scultore Giuseppe Bassi.
L'interno della chiesa presenta una ricca suppellettile sacra costituita da una cantoria in legno intagliato e dipinto, da quattro coretti a griglia traforata e da confessionali con sedili laterali, e il corredo pittorico originale, entrambi realizzati tra il 1766 e il 1768.
Di sicuro pregio sono i sedici dipinti conservati al suo interno tra i quali "il dubbio di San Giuseppe" e la "Madonna in Gloria" del pittore barlettano Giambattista Calò. Da segnalare anche un busto ligneo di San Giuseppe opera settecentesca di fattura napoletana.
In questa chiesa si venera la Madonna Addolorata, la cui statua che esce in processione la notte tra il Giovedì e il Venerdì Santo. 
- B. Ronchi, L. Scarano: I Teresiani a Trani, Archivio Storico Pugliese (1982)
- G. Giusto, Trani, Tante Strade, Tanta Storia, C.R.S.E.C. (2005)